# Liste der Mitglieder der Deutschen Akademie der Naturforscher Leopoldina/1672
Die Liste der Mitglieder der Deutschen Akademie der Naturforscher Leopoldina für 1672 enthält alle Personen, die im Jahr 1672 zum Mitglied ernannt wurden. Insgesamt gab es acht neu gewählte Mitglieder.

## Mitglieder
| Nr. | Name                       | Beiname     | Geboren       | Aufnahme | Gestorben     | Bild                       |
| --- | -------------------------- | ----------- | ------------- | -------- | ------------- | -------------------------- |
| 40  | Salomon Braun              |             | 22. Jan. 1639 | 16. Jun. | 30. Nov. 1675 |                            |
| 41  | Paul von Sorbait           | Machaon I.  | 1624          | 23. Mai  | 29. Apr. 1690 | Paul von Sorbait           |
| 42  | Gottlieb Georg Schramm     |             | 1642          | 1. Aug.  | 4. Juli 1673  |                            |
| 43  | Melchior Friebe            | Cleander    | 24. Nov. 1629 | 15. Aug. | 1690          |                            |
| 44  | Georg Wolfgang Wedel       | Hercules I. | 12. Nov. 1645 | 15. Aug. | 6. Sep. 1721  | Georg Wolfgang Wedel       |
| 45  | Johannes Scultetus         | Perseus I.  | 7. Aug. 1621  | 15. Aug. | 13. Feb. 1680 |                            |
| 46  | Georg Frank von Franckenau | Argus I.    | 3. Mai 1644   | 15. Aug. | 16. Juni 1704 | Georg Frank von Franckenau |
| 47  | Joachim Georg Elsner       |             | 4. Juni 1642  | 19. Sep. | 3. Mai 1676   |                            |